# Élancourt
Élancourt è un comune francese di 27 743 abitanti situato nel dipartimento degli Yvelines nella regione dell'Île-de-France.

## Società

### Evoluzione demografica
Abitanti censiti

## Amministrazione

### Gemellaggi
- Cassina de' Pecchi
- Achillion

## Sport
La locale squadra di football americano, i Templiers d'Élancourt, ha vinto un Casco di Diamante.